# ǃ’O-ǃKhung jezik
Vasekela bušmanski (ǃ’O-ǃKhung; ISO 639-3: vaj), jezik istoimenog bušmanskog plemena iz Kalaharija, kojim govori 61 300 ljudi (2006) na zapadu Caprivija, Namibija. Jezik pripada portodici kojsan (khoisan). 
Na područje Namibije i Južnoafričke Republike dolaze zbog rata u Angoli

## Vanjske poveznice
- Ethnologue (14th)
- Ethnologue (15th)